# Sven E. Svensson
Sven Erik Emanuel Svensson, född 3 november 1899 i Västerås domkyrkoförsamling, Västmanlands län, död 22 april 1960 i Uppsala församling, Uppsala län, var en svensk musikforskare, musikteoretiker och klarinettist. Han var director musices vid Uppsala universitet 1940–1960.

## Biografi
Svensson studerade violinspel och komposition i Uppsala för Wilhelm Lundgren, senare för Wilhelm Stenhammar i Stockholm, och under 1920-talet musikhistoria i Uppsala för Carl-Allan Moberg.
Han var privatlärare i violin och harmonilära i Uppsala 1920–1930, lärare vid Uppsala Musikskola 1930–1945, samt var även musikrecensent i Upsala Nya Tidning 1933–1940.
Svensson utgick i sin harmonilära från Hugo Riemanns teori att varje ton har både en övertonserie och en undertonserie. Som teoretisk konstruktion är teorin intressant, men idén om undertoner är omdiskuterad och inte på något sätt bevisad.
Med arbeten som Musikens instrumentala former (tillsammans med Carl-Allan Moberg och Per Lindfors, 1943) och Bonniers illustrerade musiklexikon (tillsammans med Erik Noreen, 1946) fick han stor betydelse också som musikalisk folkbildare.
Sven E. Svensson är begravd på Uppsala gamla kyrkogård.

## Den fiktiva figuren Gustaf Fredrici
År 1938 publicerade Svensson i Svensk tidskrift för musikforskning en biografi över den okända svenska gustavianska wienklassiska tonsättaren Gustaf Fredrici (1770–1801). Svensson skulle ha fått tag på en ganska stor produktion av hans verk i Wien, inklusive en tidigare opublicerad biografisk text om Fredrici skriven av en Joseph Müller, som påstods ha varit god vän med Fredrici. Allt tyder på att Svensson själv skrivit texten och all musik, men han gjorde trots detta en stor karriär på att framträda med kompositionerna, som även spelades i Sverige Radio bland annat ett rekviem och en klarinettkvintett. Trots att det tidigt fanns misstankar om verkens äkthet blev bedrägeriet inte vederlagt under hans levnad. En tid före sin död 1960 erkände dock Svensson att Fredrici nog aldrig existerat - men att han skulle ha blivit lurad av några personer i Wien. Trots detta nämndes Gustaf Fredrici som en stor musikvetenskaplig upptäckt i Svenssons dödsruna.

### Fredrici iSohlmans musiklexikon
I första upplagan av Sohlmans, tryckt 1950, finns en kort artikel om Fredrici, visserligen med not om tvivelaktiga uppgifter rörande denne, men inget om att personen skulle vara uppdiktad helt och hållet. I andra upplagan (det aktuella bandet tryckt 1975) kompletteras uppgifterna om Fredrici med noter som ej helt övertygande samt ytterst osannolika. Ett hundraprocentigt avfärdande om Fredricis existens står dock inte att finna i verket. 

## Övrigt
Sven E. Svensson ska ha stått som förebild för den fiktiva katten Laban i Observatorieparken i böckerna om Pelle Svanslös. Musicum i Uppsala, där han bodde och verkade som director musices, ligger i Observatorieparken.

## Utmärkelser
- 1945 – Hedersdoktor vid Uppsala universitet
- 1949 – Riddare av Vasaorden
- 1951 – Ledamot nr 660 av Kungliga Musikaliska Akademien
- 1959 – Medaljen för tonkonstens främjande